# 坎贝尔陨击坑

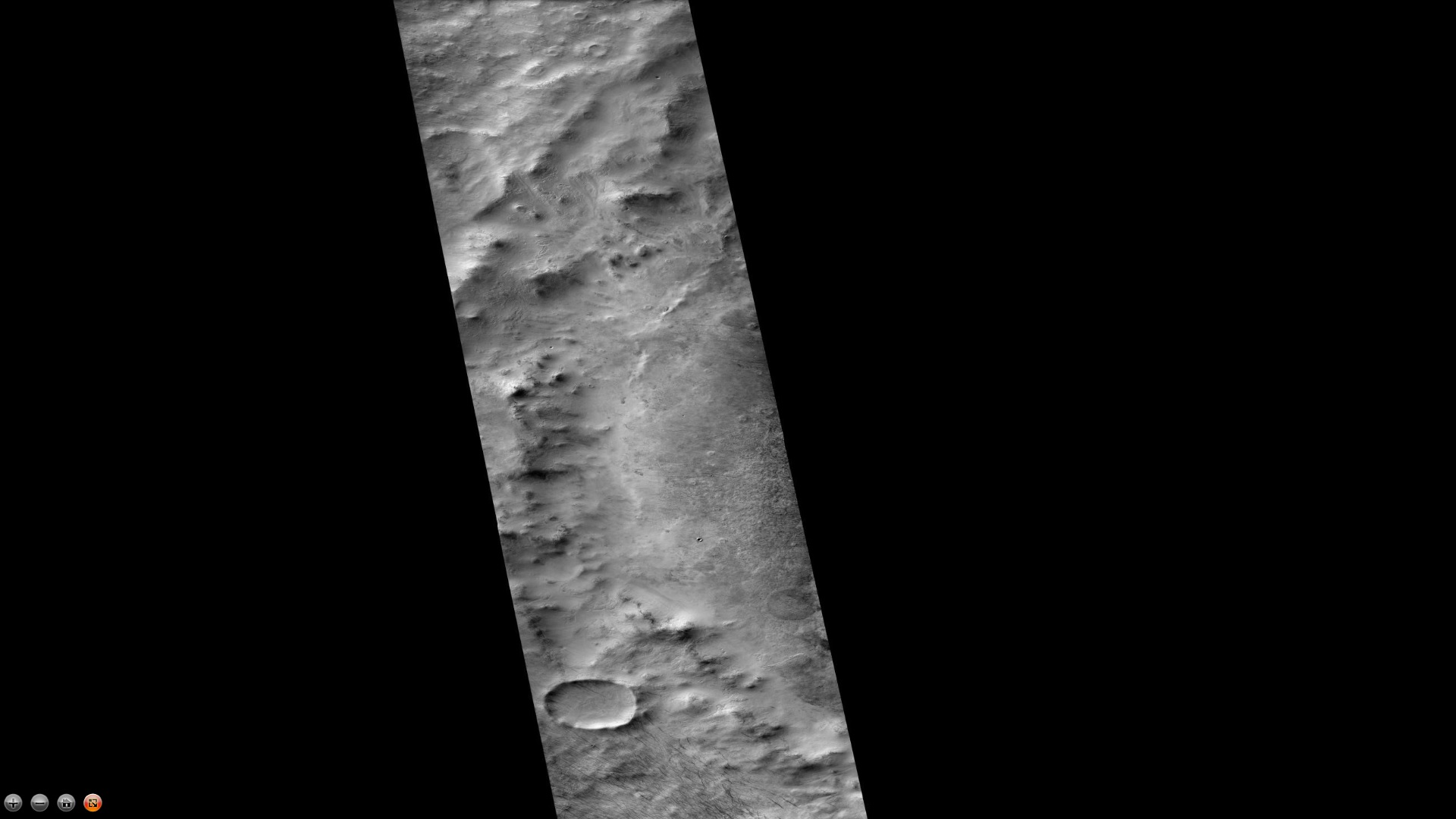
火星勘测轨道飞行器背景相机显示的坎贝尔陨击坑。

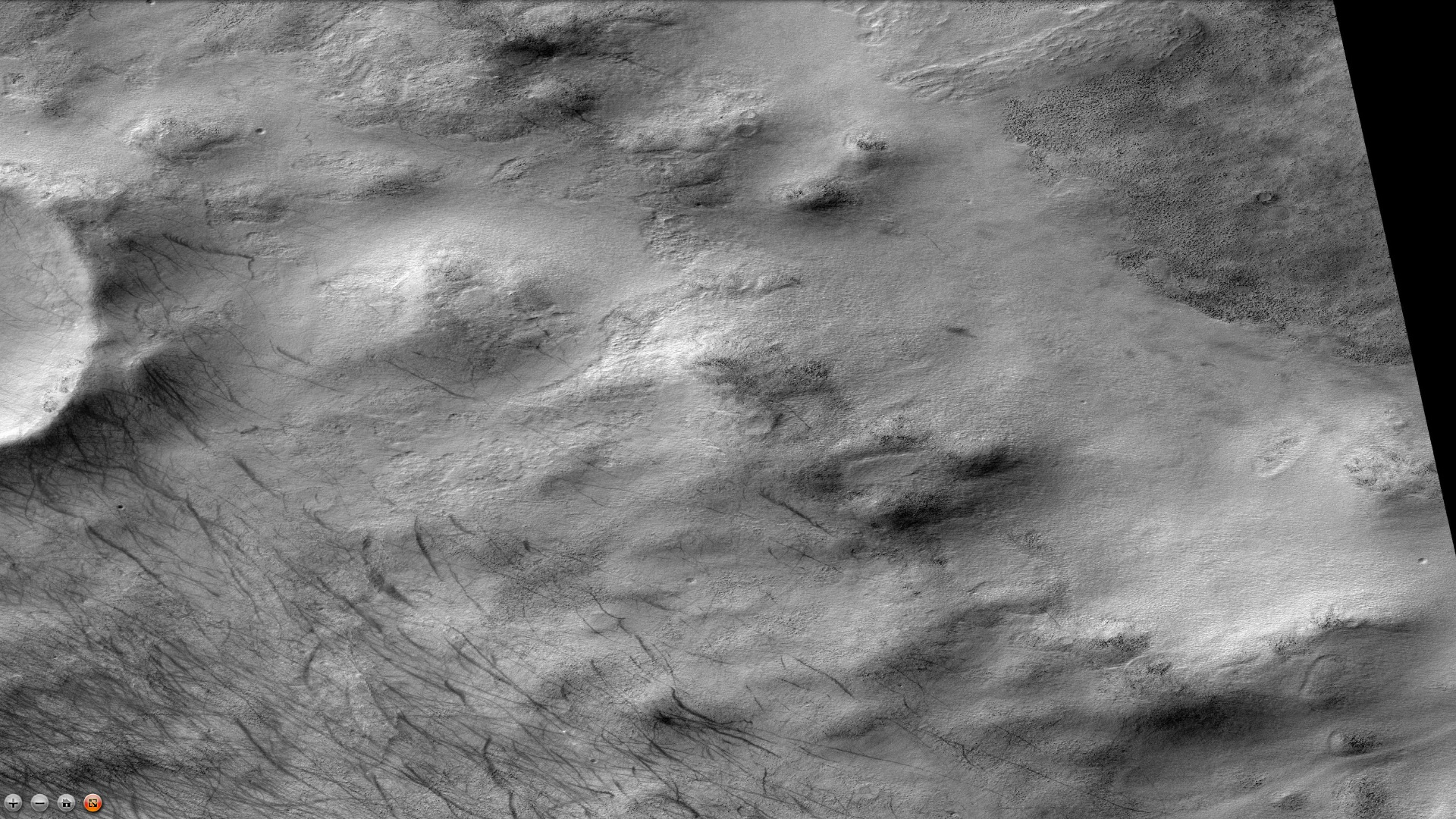
火星勘测轨道飞行器背景相机拍摄到的尘暴痕迹，注：这是前一幅坎贝尔陨击坑图像的放大版。

坎贝尔陨击坑（Campbell）是火星埃里达尼亚区内偏东北的一座撞击坑，中心坐标位于南纬54.7度、东经165.6度，直径129公里，其名称取自加拿大物理学家约翰·伍德·坎贝尔和美国天文学家威廉·华莱士·坎贝尔，1973年，被国际天文联合会行星系统命名工作组批准采用。
在坎贝尔陨石坑中发现了尘暴痕迹，火星上许多地区都经历过巨大的尘暴。这些尘暴会在火星表面留下痕迹，因为它们会扰乱覆盖在火星表面大部分区域的浅色薄尘埃层。当尘暴经过时，会吹去尘埃，暴露出下面深色的表面。但数周内，深色痕迹又会恢复成以前的浅色。

## 另请查看
- 火星撞击坑